# Claude Farell
Monika Burg alias Claude Farell (* 7. Mai 1918 in Wien, Österreich-Ungarn; † 17. März 2008 in Mâcon; geboren als Paulette von Suchan oder als Paulette Koller) war eine österreichisch-französische Schauspielerin.

## Leben

### Monika Burgund die UFA
Die Zahnarzttochter Paulette Koller aus Wien besuchte aufgrund des Diplomatenberufs ihres Stiefvaters mehrere europäische Schulen und verbrachte lange Zeit in Paris. Nach dem Schulabschluss nahm sie Tanz- und Schauspielunterricht und spielte anschließend in Brüssel Theater. Sie debütierte in Belgien auf der Bühne als Paula Varchi. Im Jahr 1940 gab sie in Deutschland im Spielfilm Der Kleinstadtpoet ihr Spielfilmdebüt. Im folgenden Jahr war sie unter dem Namen Paulette Koller in Annelie und unter dem französisch klingenden Pseudonym Paulette Colar in einer kleinen Rolle in der musikalischen Komödie Immer nur du (neben Johannes Heesters) zu sehen. Bereits für ihre nächste Filmrolle in der Komödie Zwei in einer großen Stadt unter der Regie von Volker von Collande legte sie sich zeitbedingt einen neuen Künstlernamen zu. Bis zum Ende des Zweiten Weltkrieges trat sie als Monika Burg in mehreren UFA-Produktionen auf, u. a. im Katastrophenfilm Titanic. Ihr letzter Film, „Die Schenke zur ewigen Liebe“, den sie 1945 in Breslau und Babelsberg drehte, wurde kriegsbedingt nicht vollendet. Burg stand 1944 in der Gottbegnadeten-Liste des Reichsministeriums für Volksaufklärung und Propaganda.
Angeblich flüchtete sie per Fahrrad mit ihrer kleinen Tochter im Pappkarton vor den Russen aus Berlin und radelte nach Paris.

### Claude Farellund die Nachkriegszeit
Nach dem Zweiten Weltkrieg setzte Paulette von Suchan ihre Schauspielkarriere in französischen und belgischen Filmen, u. a. im Drama Schenke zum Vollmond mit Simone Signoret, fort. Dazu wählte sie ein neues, weniger deutsch klingendes Pseudonym: Aus Monika Burg wurde zunächst Catherine Farell und schließlich Claude Farell – in Belgien trat sie zudem als Paula Viardi in Erscheinung. Unter diesem Namen wirkte sie ab 1950 neben französischen auch in englischen und deutschen Produktionen mit.
Als Claude Farell spielte sie Hauptrollen in der Komödie Hochzeitsnacht im Paradies (mit Johannes Heesters in der männlichen Hauptrolle), in Clivia (neben Peter Pasetti), Die Nacht ohne Moral (neben Gustav Knuth) und die Komödie Der Hochtourist (neben Willy Millowitsch). Darüber hinaus wirkte sie im Edgar-Wallace-Krimi Im Banne des Unheimlichen, dem Drama Hotel Adlon und unter der Regie von Federico Fellini im Drama Die Müßiggänger (als Schwester Alberto Sordis) mit.
Anfang der 1970er-Jahre zog sich Claude Farell weitgehend vom Film zurück. Lediglich 1978 übernahm sie in der Mini-Serie Vor Gericht seh’n wir uns wieder (unter der Regie von Peter Weck) eine letzte Fernsehrolle.
Claude Farell lebte zuletzt in Mâcon in Frankreich, wo sie im März 2008 kurz vor ihrem 90. Geburtstag starb.

## Filmografie (Auswahl)
- 1941: Annelie
- 1941: Immer nur du
- 1942: Zwei in einer großen Stadt
- 1943: Lache Bajazzo
- 1943: Titanic
- 1945: Meine Herren Söhne
- 1947: Les Requins de Gibraltar
- 1948: Die Schenke zum Vollmond (Dédée d’Anvers)
- 1949: Das Geheimnis von Mayerling (Le secret de Mayerling)
- 1950: Hochzeitsnacht im Paradies
- 1952: Palast Hotel (Palace Hotel)
- 1953: Die Nacht ohne Moral
- 1953: Die Müßiggänger (I Vitelloni)
- 1954: Clivia
- 1955: Hotel Adlon
- 1955: Die Drei von der Tankstelle
- 1955: Liebe ist ja nur ein Märchen
- 1955: Captain Gallant of the Foreign Legion, Folge: Ransom (TV-Serie)
- 1956: Spion für Deutschland
- 1956: Der schräge Otto
- 1958: Lilli – ein Mädchen aus der Großstadt
- 1960: Die Nacht der Liebenden (Le Bois des amants)
- 1961: Der Hochtourist
- 1961: Die Gejagten
- 1963: Das Geheimnis der schwarzen Witwe
- 1963: Jack und Jenny
- 1966: Das Geheimnis der weißen Masken (Les Compagnons de Jéhu) (TV-Serie)
- 1966: Intercontinental Express – Reise an die Grenze (TV-Serie)
- 1968: Im Banne des Unheimlichen
- 1970: Mir hat es immer Spaß gemacht
- 1978: Vor Gericht seh’n wir uns wieder (TV-Miniserie)